# سیارک ۸۱۹۷۱
سیارک ۸۱۹۷۱ (به انگلیسی: 81971 Turonclavere، نامگذاری:2000QX68) هشتاد و یک هزار و نهصد و هفتاد و یکمین سیارک کشف شده‌است که در ۲۲ اوت ۲۰۰۰ کشف شد.